# San Girolamo della Carità (titre cardinalice)
La diaconie cardinalice de San Girolamo della Carità (Saint Jérôme de la charité) est érigée par le pape Paul VI le 5 février 1965 dans la constitution apostolique Cum antiquissimi tituli. La diaconie a son siège en l'église San Girolamo della Carità située dans le rione Regola au centre de Rome.

## Titulaires
| - Giulio Bevilacqua (1965) - Antonio Riberi ; titre pro illa vice (1967) - Paolo Bertoli (1969-1973) - Pietro Palazzini (1974-1983) ; titre pro illa vice (1983-2000) - Jorge María Mejía (2001-2011) ; titre pro hac vice (2011-2014) - Miguel Ángel Ayuso Guixot (2019-2024) |

### Sources
- (it) Cet article est partiellement ou en totalité issu de l’article de Wikipédia en italien intitulé « San Girolamo della Carità (diaconia) » (voir la liste des auteurs).